# Astia maculata
Genre
Synonymes
- Astituta Strand, 1929

Espèce
Synonymes
- Heliophanus maculatus Karsch, 1878
- Astia hariola L. Koch, 1879

Astia maculata, unique représentant du genre Astia, est une espèce d'araignées aranéomorphes de la famille des Salticidae.

## Distribution
Cette espèce est endémique d'Australie. Elle se rencontre en Nouvelle-Galles du Sud et au Queensland.

## Description
La carapace du mâle holotype mesure 2,5 mm de long sur 1,7 mm et l'abdomen 2,5 mm de long.
Les mâles mesurent de 5,25 à 7,20 mm et les femelles de 5,8 à 7,5 mm.

## Systématique et taxinomie
Cette espèce a été décrite sous le protonyme Heliophanus maculatus par Karsch en 1878. Elle est placée dans le genre Astia par Wesołowska en 2024.
Astia hariola a été placée en synonymie par Wesołowska en 2024.
Ce genre a été décrit par L. Koch en 1879 dans les Attidae.
Astituta est un nom de remplacement superflu.

## Publications originales
- Karsch, 1878 : « Diagnoses Attoidarum aliquot novarum Novae Hollandiae collectionis Musei Zoologici Berolinensis. » Mitteilungen der Münchener Entomologischen Verein, vol. 2, p. 22-32 (texte intégral).
- L. Koch, 1879 : Die Arachniden Australiens. Nürnberg, vol. 1, p. 1045-1156 (texte intégral).